# Емір Люманов
Емір Люманович Люманов (кримс. Emir Lüman oğlu Lümanov; 1911 — 5 вересня 1941) — офіцер Червоної армії під час Другої світової війни. Після загибелі у бою проти чисельно переважаючих німецьких військ, його висунули на звання Героя Радянського Союзу, що зробило його першим кримським татарином, висунутим на це звання, але його нагородили лише орденом Леніна.

## Життєпис

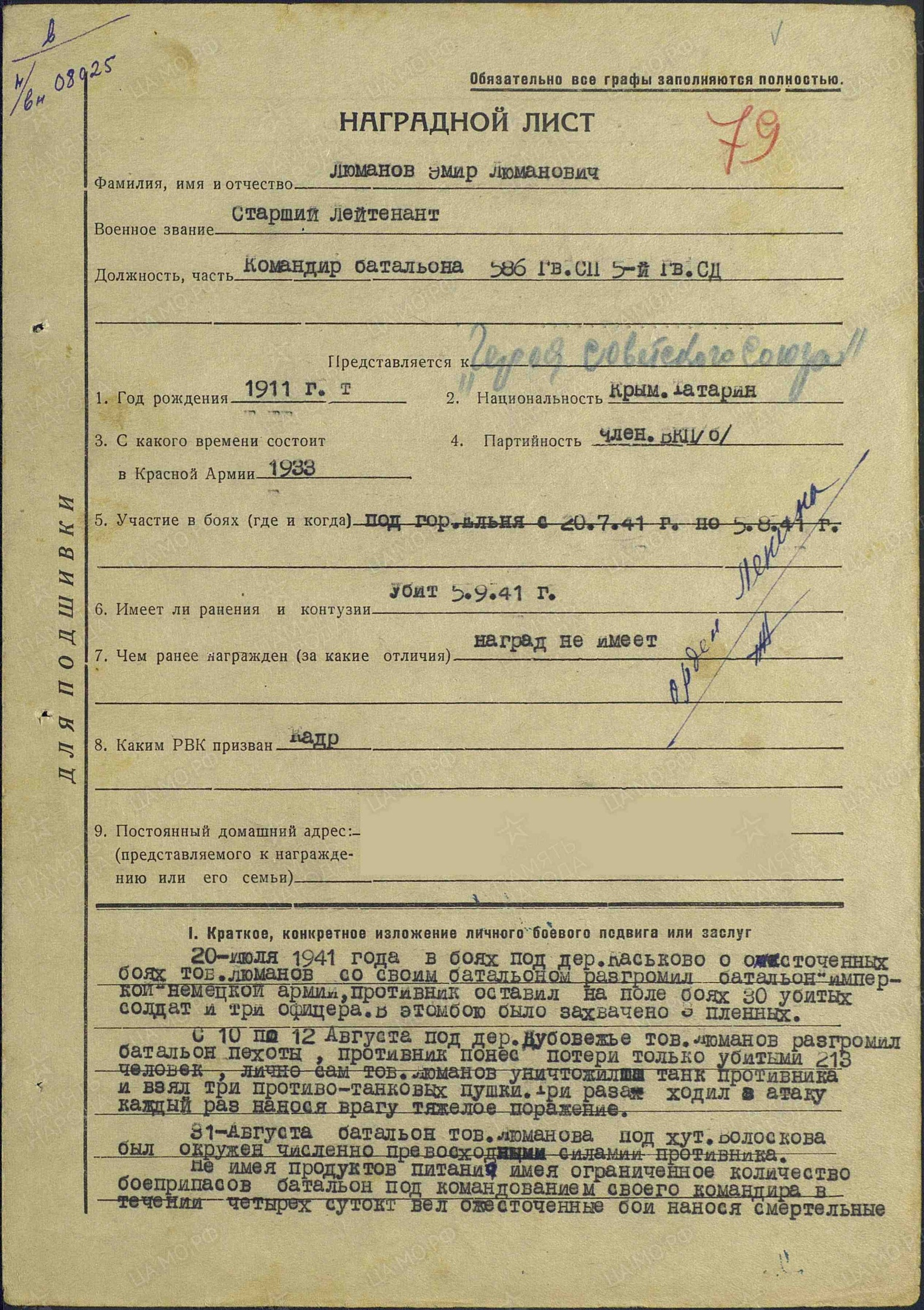
Нагородний лист із висуненням Люманова на звання Героя Радянського Союзу

Люманов народився 1911 року в кримськотатарській родині в Актачі (пізніше перейменованому на Фурманівку) і був первістком у родині. 1932 року він став членом Комуністичної партії, а потім вступив до лав Червоної Армії в 1930 або 1933 році. На момент вторгнення Німеччини в Радянський Союз він був командиром батальйону 586-го стрілецького полку, яким командував Герой Радянського Союзу Іван Нєкрасов з 5-ї гвардійської стрілецької дивізії.
Восени 1940 року на ревізії 586-го полку, у складі якого був батальйон старшого лейтенанта Люманова, зайняв перше місце в дивізії за всіма видами бойової та політичної підготовки. З початком Великої Вітчизняної війни 586-й стрілецький полк пішов на фронт. 107-а стрілецька дивізія була направлена в Дорогобузький район, Смоленська область, і брала участь у Єльнінській наступальній операції. 20 липня 1941 року батальйон Люманова вперше взяв участь у бою. Оскільки він розмовляв німецькою, 20 липня 1941 року він вирушив на завдання, де переодягнувся в німецьку військову форму, вдаючи, що він командир німецької армії, який перевіряє підрозділ, але потім захопив військовополонених у роті та тим самим зупинив просування ворога.
Бої за Єльню в серпні 1941 року були надзвичайно напруженими: 11 серпня він отримав наказ очолити свій батальйон, який просувався далі вглиб Єльні, щоб витіснити німецькі війська із західних схилів у цьому районі. За один день битви його батальйон знищив 200 німців. Отримавши наказ просуватися далі на схід, вони захопили у німців два танки та чотири протитанкові гармати. До 31 серпня в його батальйоні закінчувалися боєприпаси та продовольство, проте він продовжував вести їх у бій, і на той момент вони відбивалися від чисельно переважаючих сил. За чотири дні їм вдалося вирватися з оточення, але Люманов загинув під час бою 5 вересня 1941 року.
3 березня 1942 року командир полку майор Н. Галат та військком полку старший політрук Чорних представили Еміра Люманова до звання Героя Радянського Союзу. Однак у ході затвердження нагородного листа 18 квітня 1942 року командир 5-ї гвардійської дивізії генерал-майор Миронов і комісар дивізії бригадний комісар Євсєєв винесли висновок — гідний нагородження урядовою нагородою — орденом Леніна. У разі задоволення подання Емір Люманов міг стати першим кримським татарином - Героєм Радянського Союзу. Його героїчні вчинки та звитяги його батальйону висвітлювалися багатьма радянськими газетами, серед них «Правда», «Известия» та «Красная Звезда».
Старшого лейтенанта Еміра Люмана з військовими почестями було поховано на території радгоспу «Миколаївське», Глінківський район, Смоленська область, а в 1952—1955 роках разом з останками інших загиблих солдатів було перепоховано в братській могилі № 1 селища Глинка 2 Єльні.

## Уточнення
1. ↑  Більшість джерел повідомляють, що він вступив до Червоної армії в 1930 році,[3] але в його номінації на звання Герой Радянського Союзу вказано, що він пішов на військову службу в 1933 році.

### Додаткова інформація
- Эмин, Сейтумер (2001). Хатыра Китабы [Book of Remembrance] (крим.). Симферополь: Къырым девлет окъув-педагогика нешрияты. с. 39.
- Иванович, Т.В. (28 грудня 1974). Комбат Люманов. Ленин байрагъы (крим.). с. 4.